# Ed Markey
Edward John Markey, dit Ed Markey, né le 11 juillet 1946 à Malden (Massachusetts), est un homme politique américain membre du Parti démocrate et sénateur du Massachusetts au Congrès des États-Unis depuis 2013. Il est auparavant élu à la Chambre des représentants du Massachusetts de 1973 à 1976, puis à la Chambre des représentants des États-Unis de 1976 à 2013.

## Biographie

### Origines et études
Ed Markey est né dans une famille catholique aux origines irlandaises. Il grandit à Malden au Massachusetts,.
Il est diplômé d'un baccalauréat universitaire ès lettres du Boston College en 1968, puis d'un Juris Doctor de la même université en 1972,. Pendant ses études, il est également réserviste dans l'armée américaine.

### Carrière politique

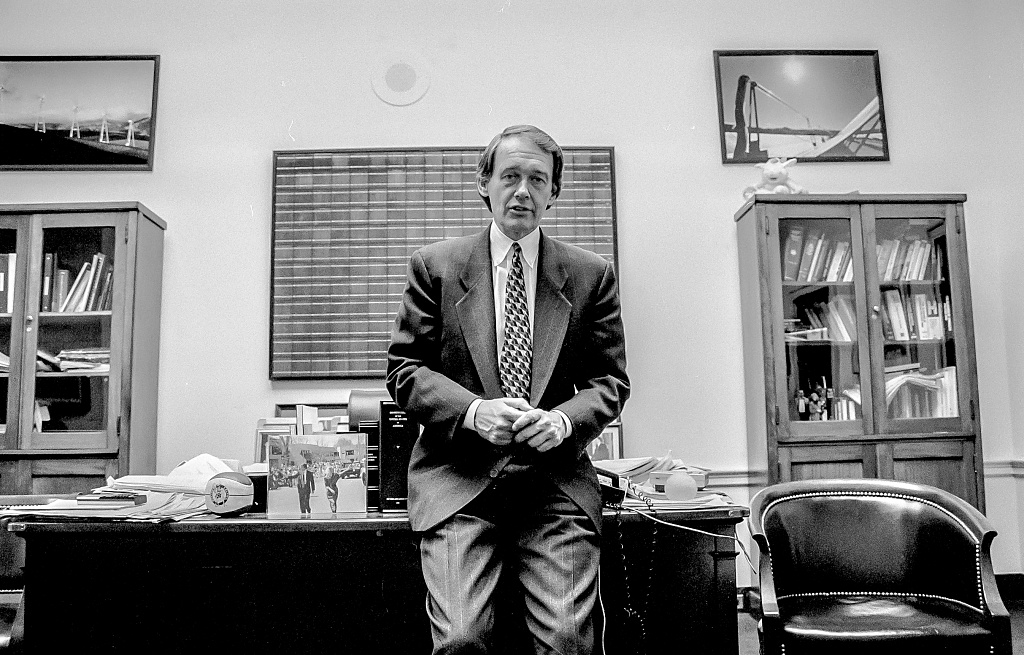
Ed Markey en 1993.

Ed Markey fait ses premiers pas en politique au sein de la Chambre des représentants du Massachusetts, où il entre en 1973. À partir de 1976, il siège à la Chambre des représentants des États-Unis. Il est élu lors d'une élection partielle provoquée par le décès du représentant sortant, Torbert Macdonald (en). Il est par la suite réélu tous les deux ans et devient le doyen de la délégation du Massachusetts au Congrès.
En 2013, il participe à l'élection sénatoriale partielle provoquée par la démission de John Kerry. Soutenu par Kerry et l'establishment du parti, Markey est opposé à son collègue Stephen Lynch durant la primaire démocrate. Il reçoit l'appui financier d'associations de protection de l'environnement et militant pour le droit à l'avortement, tandis que Lynch reçoit le soutien d'importants syndicats. Markey remporte la primaire démocrate avec 57 % des suffrages. Il affronte ensuite le républicain modéré Gabriel Gomez. Après la défaite démocrate à l'élection sénatoriale partielle de 2010 au Massachusetts, la direction nationale du parti s'investit pleinement dans cette élection. Markey met en avant son soutien à Barack Obama, qui vient faire campagne à ses côtés. Le 25 juin 2013, il est élu sénateur avec près de 55 % des voix, dans un contexte de faible participation (27 %). Il est facilement réélu l'année suivante pour son premier mandat complet, rassemblant environ 62 % des suffrages face à l'homme d'affaires républicain Brian Herr.
Durant l'été 2019, porté des sondages favorables, le représentant démocrate Joe Kennedy III annonce sa candidature au Sénat face à Ed Markey. Bien qu'il soit élu depuis 47 ans, Markey est assez peu connu. Il se présente comme un représentant de la classe ouvrière face à un membre de la riche famille Kennedy et reçoit le soutien de l'essentiel de l'establishment démocrate local comme des mouvements progressistes de la gauche du parti. L'écart entre Kennedy et Markey se resserre à mesure qu'avance la campagne, marquée par la pandémie de Covid-19, limitant les événements publics et permettant aux soutiens de Markey de mener une campagne active sur les réseaux sociaux,. La semaine précédant la primaire démocrate, trois sondages donnent Markey devant Kennedy avec sept à douze points d'avance. Il remporte la primaire avec environ 55 % des suffrages. Il remporte ensuite largement l'élection générale contre son adversaire républicain, Kevin O'Connor.
En octobre 2024, il déclare son intention d'être candidat à un troisième mandat au cours des élections sénatoriales de 2026.

## Positions politiques

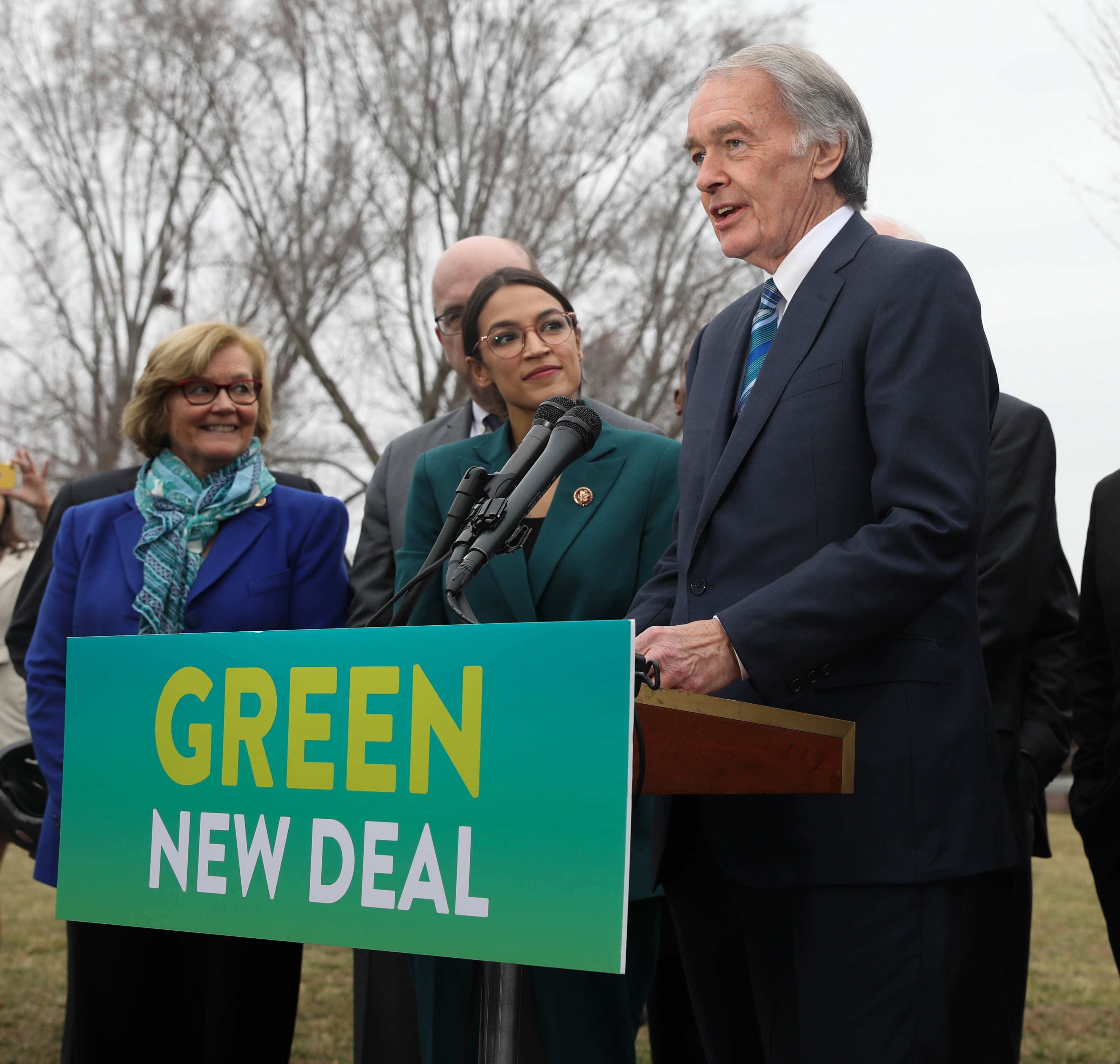
Markey et Ocasio-Cortez présentant leur projet de Green New Deal en 2019.

En 2020, Ed Markey est considéré comme un membre de l'aile progressiste du Parti démocrate. Au début de sa carrière et jusqu'aux années 1980, il défendait néanmoins des propositions plus conservatrices, notamment en faveur de la peine de mort et de l'interdiction de l'avortement. Plus tard, à la Chambre des représentants, il vote en faveur de l'Accord de libre-échange nord-américain (ALENA) et de la guerre d'Irak,.
Engagé de longue date dans la lutte contre le changement climatique, il est avec Henry Waxman (en) l'auteur du projet de loi sur l'environnement de 2009, qui prévoyait l'instauration d'un marché des droits à polluer,. La mesure est adoptée par la Chambre des représentants, mais n'est pas reprise par le Sénat. En 2019, il présente une proposition de Green New Deal avec la représentante Alexandria Ocasio-Cortez,. Il s'oppose à l'Accord Canada–États-Unis–Mexique, remplaçant l'ALENA, estimant qu'il n'est pas assez protecteur de l'environnement.
En 2017, il est l'un des cosignataires de la proposition de couverture santé universelle portée par Bernie Sanders.